# Alcalinité de l'eau
L’alcalinité de l’eau se définit comme la somme des charges des acides inactifs (conjugués des bases fortes) tels que Na+, Ca2+, diminuée de la charge des bases inactives (conjuguées des acides forts) telles que Cl−, NO3−, SO42−.
Par suite de la neutralité électrique de la solution, c'est aussi la somme des charges des bases faibles (carbonate, hydrogénocarbonate, borate, silicate, phosphate, etc.).
L'alcalinité des eaux naturelles résulte de l'altération des minéraux des roches. Ainsi l'altération des feldspaths des granites libère les cations inactifs Na+, K+, Ca2+ alors que les anions (aluminate et silicate) sont des bases faibles et surtout sont incorporés dans des minéraux argileux. De même, les pyroxènes des basaltes libèrent le cation Mg2+ et l'anion silicate. La dissolution de la calcite des calcaires fournit l'ion Ca2+ inactif et l'ion carbonate CO32− base faible ; elle augmente donc l'alcalinité. Par contre, la dissolution du gypse (sulfate de calcium hydraté), produisant les ions Ca2+ et SO42− tous deux inactifs et de charges opposées, ne la modifie pas.
L'examen simultané des variations de l'alcalinité et du carbone inorganique dissous (CID), somme des concentrations des ions HCO3−, CO32− et de CO2 dissous, est la façon la plus exacte et la plus simple d'étudier des problèmes tels que l'équilibre calco-carbonique, l'absorption du CO2 atmosphérique par l'océan et l'acidification de l'eau de mer.
L’alcalinité est mesurée par titrages avec un acide fort (HCl, HNO3). 

## Principe et théorie
L'alcalinité d'un échantillon est déterminée par un titrage avec une solution d'acide nitrique.
{\displaystyle {\ce {CO3^2- + H+ -> HCO3-}}}
{\displaystyle {\ce {HCO3- + H+ -> H2CO3}}}
Au fur et à mesure du titrage, le pH diminue légèrement. Lorsque l’échantillon contient des carbonates, un premier point d'équivalence peut être observé aux environs de pH=8,3. Ce point correspond à la transformation des ions carbonate en bicarbonate. Cependant, l’alcalinité est mesurée au deuxième point d’équivalence, soit celui correspondant à la transformation du bicarbonate en acide carbonique. Ce point d’équivalence se trouve aux environs de pH=4,3.
La nitrification et la précipitation de carbonate de calcium diminuent l'alcalinité. La dissolution de carbonate de calcium l'augmente.

## Titre alcalimétrique
Le titre alcalimétrique (TA) est le volume d’acide exprimé en ml à 0,02 mol/l en ions H3O+ nécessaire pour doser 100 ml d’eau. Cette analyse se fait en présence de phénolphtaléine qui vire de l’incolore au rose-fuchsia à pH=8,2. Le TA s’exprime en degrés français (°f) : 1 °f = 3,4 mg/l d'ion hydroxyde HO− ou 6,0 mg/l d'ion carbonate CO32−.

## Titre alcalimétrique complet
Le titre alcalimétrique complet (TAC) correspond au volume d'acide nécessaire pour neutraliser les ions bicarbonate HCO3− en complément des ions carbonate CO32− contenus dans 100 ml d'échantillon :
TAC = [HO−] + 2[CO32−] + [HCO3−]
Le TAC s'exprime en degrés français (°f) :
1 °f = 3,4 mg/l HO− (seuls ions hydroxyde si [CO32−]=[HCO3−]=0)
1 °f = 6,0 mg/l CO32− (seuls ions carbonate si [HO−]=[HCO3−]=0)
1 °f = 12,2 mg/l HCO3− (seuls ions bicarbonate si [HO−]=[CO32−]=0)
Le niveau guide dans les eaux destinées à la consommation humaine est de 8 °f.